# Urotrygonidae
Urotrygonidae – rodzina ryb chrzęstnoszkieletowych z rzędu orleniokształtnych (Myliobatiformes).

## Rozmieszczenie geograficzne
Do rodziny należą gatunki występujące w tropikalnych do umiarkowanie ciepłych wodach zachodniego Oceanu Atlantyckiego i wschodniego Oceanu Spokojnego.

## Podział systematyczny
Do rodziny należą następujące rodzaje:
- Urobatis Garman, 1913
- Urotrygon Gill, 1863